# Деуба, Шер Бахадур
Шер Бахадур Деуба (непальск. शेरबहादुर देउवा; род. 13 июня 1946, Ашиграм) — непальский политический деятель. Премьер-министр Непала в 1995—1997, 2001—2002, 2004—2005, 2017—2018 годах и 2021—2022 годах. Председатель партии Непальский конгресс.

## Политическая карьера
Он трижды был членом парламента, представляя округ Даделдхура (отдалённый район в западной части страны). После того как в 1995 году в результате уличных протестов правительство Ман Мохана Адхикари было распущено, он возглавил новое правительство. На посту премьер-министра он провёл 1,5 года (1995—1997). В 2001 году его кандидатура была представлена на выборах на пост премьер-министра, и он с большим отрывом  одержал победу над соперником Сушил Коирала.
Во второй раз пост премьер министра он занимал до 2002 года. Однако 4 октября 2002 года король Гьянендра совершил монархический переворот, отправив его в отставку и приняв на себя его полномочия. Из-за объявленного королём чрезвычайного положения у Деубы усилились разногласия с другим партийным лидером Гириджей Прасадом Коиралой, и он откололся от Непальского конгресса, создав Непальский конгресс (демократический).
В 2004 году Деубе снова досталась лидирующая позиция на выборах и он занял пост премьер-министра в третий раз.
1 февраля 2005 года король Гьянендра отправил в отставку все правительство страны во главе с Деубой и объявил, что берет в свои руки всю полноту исполнительной власти в стране на ближайшие три года..
Спустя 4 месяца после окончания третьего срока Шер Бахадура Деуба на посту премьер-министра, ему предъявили обвинение в получении взяток во время нахождения на этом посту. Антикоррупционный комитет, который в Непале имеет полномочия совершать суд над коррупционерами, приговорил его к 2 годам лишения свободы. Однако 13 февраля 2006 года сам антикоррупционный комитет, по решению короля и правительства, был упразднён. В результате Шер Бахадур Деуба был досрочно освобождён и продолжил активно участвовать в политической жизни страны.
10 апреля 2008 года, после смены режима в Непале, были проведены выборы в Учредительное собрание. Его кандидатура была представлена в гонке за место члена этого органа и ситуация сложилась в его пользу — победу одержал Шер Бахадур Деуба.
Впоследствии Шер Бахадур Деуба участвовал в гонке за место премьер-министра, однако на этот раз победить ему не удалось. Выборы прошли 15 августа 2008 года и его соперник от Коммунистической партии Непала (маоистской) Прачанда победил в большим отрывом.
В 2009 году его кандидатура была представлена в выборах на пост лидера парламентской партии, однако Рам Чандра Паудел одержал победу в этой предвыборной гонке.
В марте 2014 года был избран председателем партии Непальский конгресс. В 2017 Деуба снова стал премьер-министром, однако 15 февраля 2018 года подал в отставку после обнародования окончательных результатов парламентских выборов, на которых большинство голосов набрал левый альянс.
10 мая 2021 года премьер-министр Непала Кхадга Прасад Шарма Оли проиграл голосование по вотуму доверия в Палате представителей, и его правительство стало переходным. Поскольку другим политическим партиям не удалось сформировать новое правительство в соответствии с графиком, 13 мая К. П. Ш. Оли был вновь назначен премьер-министром. 22 мая канцелярия президента Непала опубликовала заявление, в котором говорится, что все требования К. П. Ш. Оли о формировании нового правительства недействительны, и президент Б. Д. Бхандари объявила о роспуске Палаты представителей. Коалиция оппозиционных партий, состоящая из Непальского конгресса и других партий, подала иск в Верховный суд страны по этому поводу. Верховный суд Непала 12 июля 2021 года постановил, что президент Б. Д. Бхандари должна назначить Ш. Б. Деубу премьер-министром в течение двух дней, а Палата представителей должна вновь собраться в течение семи дней. 14 июля президент Бхандари назначила Деубу премьер-министром.

## Семья
Шер Бахадур Деуба женат на Арзу Рана Деуба, в семье один сын — Джавер Сингх Деуба.